# Гродненський державний університет імені Янки Купали
Гродненський державний університет імені Янки Купали (біл. Гродзенскі дзяржаўны універсітет Ім'я Янкі Купали) - вищий навчальний заклад, розташований в Гродно.

## Історія
22 лютого 1940 року за рішенням РНК БРСР в Гродно був заснований вчительський інститут, розвиток якого був перерваний нападом німецьких військ (1941). Вже в 1944 році заняття продовжилися, причому паралельно вчительський інститут був перетворений в педагогічний (з трьома факультетами — фізико-математичним, літературним та іноземних мов).
1957 — інституту присвоєно ім'я Янки Купали.
1967 — при інституті відбувся перший захист докторської дисертації, а в 1969 році відкрилася аспірантура.
1 травня 1978 року педагогічний інститут був перетворений в Гродненський державний університет імені Янки Купали.
Ректори Гродненського державного університету
- Раскін Самуїл Якович (1940)
- Кардаш Дементій Петрович (1940—1941)
- Власовець Микола Васильович (1944—1949)
- Малюкевич Йосип Миколайович (1949—1955)
- Марківський Дмитро Спиридонович (1955—1973)
- Бодаков Олександр Васильович (1973—1994)
- Ківач Леонід Миколайович (1994—1997)
- Маскевич Сергій Олександрович (1997—2005)
- Ровба Євген Олексійович (15.08.2005—2013)
- Король Андрій Дмитрович (2013—2017)
- Кітурко Ірина Федорівна (з 2017)

## Сучасний стан
В даний час в університеті навчається 19951 студентів, 225 магістрантів, 140 аспірантів, викладацьку та наукову діяльність забезпечують 42 професори і 212 доцентів. Університет налічує 14 факультетів і 69 кафедр . Наукова бібліотека університету налічує близько 700 000 примірників книг .

### Факультети
- Факультет біології та екології [Архівовано 21 жовтня 2011 у Wayback Machine.]
- Військовий факультет [Архівовано 11 жовтня 2011 у Wayback Machine.]
- Факультет мистецтв і дизайну
- Факультет історії та соціології [Архівовано 11 жовтня 2011 у Wayback Machine.]
- Факультет математики та інформатики
- Педагогічний факультет [Архівовано 19 жовтня 2011 у Wayback Machine.]
- Факультет психології [Архівовано 29 жовтня 2011 у Wayback Machine.]
- Факультет перепідготовки та підвищення кваліфікації кадрів «Школа туризму і гостинності»
- Факультет туризму та сервісу[недоступне посилання з липня 2019]
- Фізико-технічний факультет [Архівовано 11 жовтня 2011 у Wayback Machine.]
- Факультет фізичної культури [Архівовано 3 вересня 2011 у Wayback Machine.]
- Філологічний факультет
- Факультет економіки та управління
- Юридичний факультет [Архівовано 31 жовтня 2011 у Wayback Machine.]
- Інженерно-будівельний факультет [Архівовано 11 жовтня 2011 у Wayback Machine.]
- Факультет інноваційних технологій машинобудування [Архівовано 16 жовтня 2011 у Wayback Machine.]

Крім того, до складу університету знаходяться Інститут підвищення кваліфікації та перепідготовки кадрів [Архівовано 17 жовтня 2011 у Wayback Machine.] та коледжі: Гуманітарний коледж [Архівовано 14 червня 2011 у Wayback Machine.], Технологічний коледж, Лідські коледж [Архівовано 20 жовтня 2011 у Wayback Machine.], коледж[недоступне посилання з липня 2019].

### Логотип університету та факультетів
Логотип університету та факультетів використовують стилізовану кириличну літеру У, в полі якої розташовуються ті або інші символи .

## Відомі випускники
- Корбут Ольга Валентинівна
- Мілінкевич Олександр Володимирович
- Богачевська Ірина Вікторівна — український релігієзнавець
- Федута Олександр Йосипович — біолруський політик, опозиціонер Лукашенка
- Ярмусік Едмунд Станіславович